# Aidan McCullen

a Compétitions nationales et continentales officielles uniquement.

b Matchs officiels uniquement.
Dernière mise à jour le 29 octobre 2021.
Aidan McCullen, né le 5 janvier 1977 à Drogheda, est un joueur irlandais de rugby à XV qui évolue au poste de troisième ligne aile. International irlandais en 2003, il joue notamment en club avec le Leinster Rugby.

## Carrière

### Clubs successifs
- US Dax  France (1998-1999)
- Lansdowne RFC  (1999-2001)
- Leinster  (2001-2005)
- Stade toulousain  France (2005-2006)
- London Irish  Angleterre (2006-2008)

### Équipe nationale
- 1 sélection (en 2003) contre l'équipe des Samoa